# Nagelbeeren

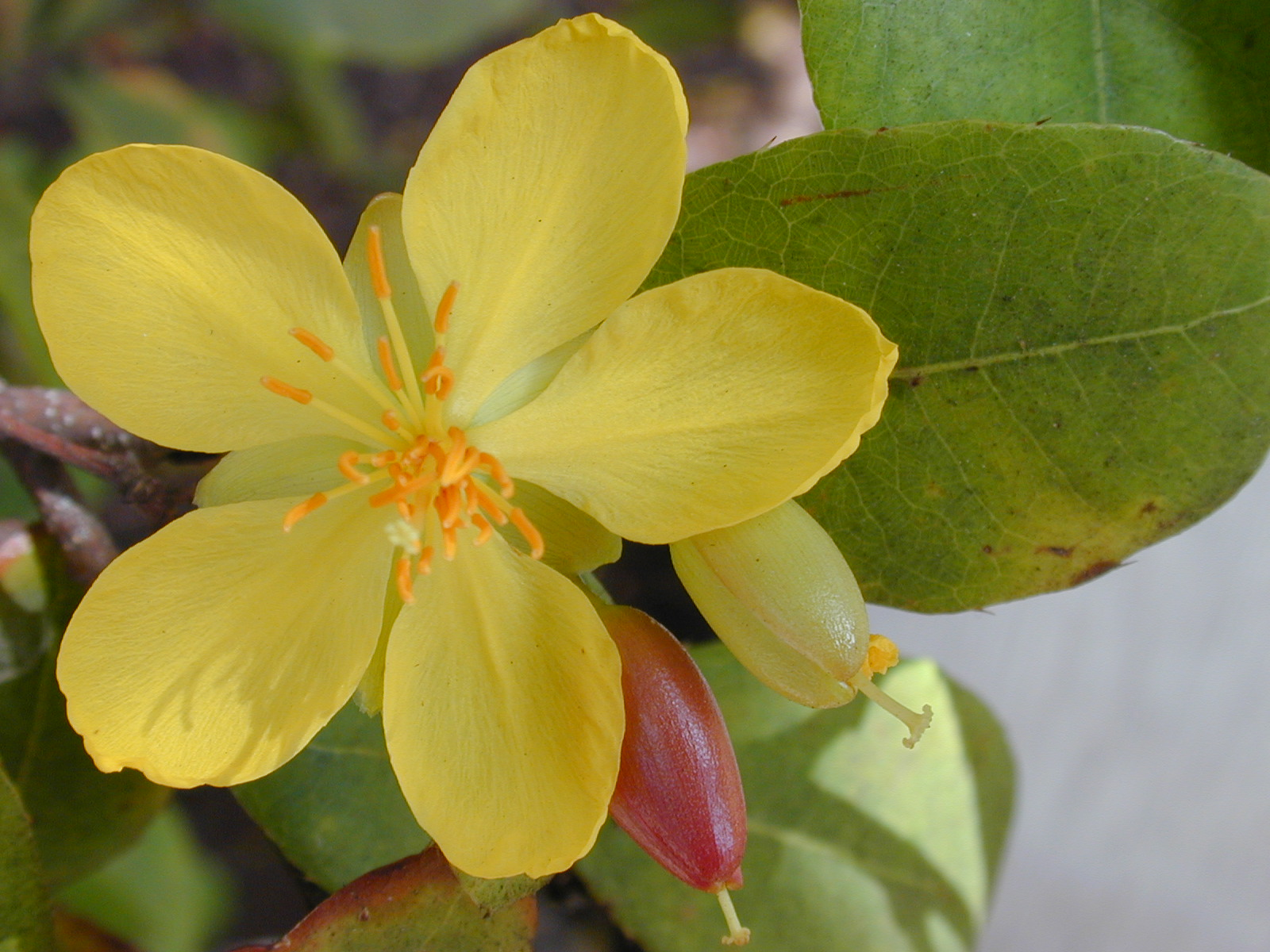
Radiärsymmetrische Blüte von Ochna thomasiana mit den vielen Staubblättern

Die Nagelbeeren (Ochna) sind eine Pflanzengattung in der Familie der Nagelbeergewächse (Ochnaceae). Die etwa 85 Ochna-Arten besitzen ihre Areale in den Subtropen bis Tropen in weiten Teilen der Welt. Sie kommen jedoch nicht in der Neotropis vor. Die meisten Arten kommen in Afrika vor. Die bekannteste Art dieser Gattung dürfte die Sägeblättrige Nagelbeere (Ochna serrulata) sein.

## Beschreibung
Ochna-Arten wachsen als Sträucher oder Bäume. Die wechselständigen Laubblätter besitzen eine einfache Blattspreite mit meist gesägtem, selten glattem Blattrand. Die kleinen Nebenblätter sind intrapetiolar verwachsen und hinfällig. 
Die verzweigten Blütenstände sind manchmal schirmtraubig. Die zwittrigen Blüten sind radiärsymmetrisch mit doppelter Blütenhülle. Die selten vier, meist fünf Kelchblätter schließen die Blütenknospe vollständig ein, besitzen einen glatten Rand und sind auch noch farbig auf den reifen Früchten vorhanden. Die fünf bis zwölf freien Kronblätter sind meist gelb, selten orangefarben oder weiß. In zwei oder mehr Kreisen sind viele Staubblätter vorhanden. Die haltbaren Staubfäden sind kurz bis lang. 3 bis 15 Fruchtblätter sind zu einem oberständigen, gelappten, 3- bis 15-kammerigen Fruchtknoten verwachsen. Je Fruchtblatt ist nur eine Samenanlage vorhanden. Der lange, schlanke und gynobasische Griffel endet in einer leicht gelappten Narbe.
An einem fleischigen Blütenboden stehen meist 3 bis 10, selten bis zu 15 Steinfrüchte zusammen, die sich bei Reife schwarz färben. Die Samen enthalten einen geraden oder gekrümmten Embryo, aber kein Endosperm.

## Systematik
Die Erstveröffentlichung der Gattung Ochna erfolgte 1753 durch Carl von Linné mit der Typusart Ochna jabotapita L. in Species Plantarum, 1, S. 513. Synonyme für Ochna L. sind: Diporidium H.L.Wendl., Discladium Tiegh., Ochnella Tiegh., Polythecium Tiegh.
Es gibt etwa 85 Ochna-Arten (Auswahl):
- Ochna integerrima (Lour.) Merr.
- Ochna jabotapita L.: Sie kommt in Sri Lanka vor.[2]
- Ochna mossambicensis Klotzsch: Sie kommt ursprünglich in Kenia, Tansania, Mosambik, Somalia und Sambia vor.[2]
- Sägeblättrige Nagelbeere (Ochna serrulata (Hochst.) Walp.)
- Ochna thomasiana Engl. & Gilg: Sie kommt in Kenia, Tansania und Somalia vor.[2]